# Station Hyde North
Hyde North is een spoorwegstation van National Rail in Tameside in Engeland. Het station is eigendom van Network Rail en wordt beheerd door Northern Rail. 